# Георги Хадживълчев
Георги Хадживълчев (Хадживълчов) Банов (Баанов) е български търговец, хаджия, дарител и обществен деец от времето на Българското възраждане.

## Биография
Георги Хадживълчев е роден в село Банско около 1720 година или около 1737 година. Потомък е на известния бански род Хадживълчеви (Баанови), изиграл важна роля в икономическия, духовен и културен живот на региона през XVIII и XIX век. Син е на хаджи Вълчо Банов. През 1755 година предприема поклонническо пътуване до Йерусалим заедно с баща си и стават хаджии. Той активно се включва в търговските начинания на баща си и по-късно ги наследява.
Заедно с баща си Георги Хадживълчев извършва значителни дарения в полза на Зографския и Хилендарския манастир. В зографския епархиален поменик на отделна страница под заглавието „Епархї́а Самоковскаѧ, въ селе Банскомъ. Родъ ктѝтора Хаджї́ Волча, лѣ́та 1757“ се споменават 21 имена, като първите две са на търговеца Никола и на Георги. Третото име Биля, която вероятно е жената на Георги Хадживълчев. В Зографската кондика на лист № 72 се чете: „Лѣ́та 1780, мѣ́сѧца сѣ́птемврїѧ, въ 14-ыи день, прїидé господинъ хаджї́ Киръ Гео́ргїй отъ села Банска, и прѣда́ преда́нїе (парадосъ) въ манастырь — тыся́щꙋ и сто грошеи — при честнѣ́йшихъ прои́стихъ схевофѝлакса Арсе́нїѧ и проигумена Игна́тїѧ“. В Зограф се съхраняват и два портрета на дъска - на хаджи Вълчо и на Георги Хадживълчев. В Хилендарския манастир със средства на семейството се изграждат килии, часовникова кула, както и се възобновява параклисът „Свети Иван Рилски“. В Зографския манастир те подпомагат изграждането на източното жилищно крило (така наречената „Банска махала“) и църквата „Света Богородица“.
Извън Света гора, Хаджи Георги и баща му изграждат обширен хан в село Дутлия (Сярско) – приют за търговци, и каменен мост над река в Неврокоп (днес Гоце Делчев), използван за улеснение на търговския трафик.
Георги Хадживълчев има син Лазар, внук Никола и правнук Георги. Правукът Георги има четирима сина: Иван, Димитър, Костадин и Михаил.